# 千葉県立佐原高等学校
千葉県立佐原高等学校（ちばけんりつ さわらこうとうがっこう）は、千葉県香取市佐原イにある県立高等学校。

## 概要
校訓は質実剛健・文武両道。
佐原高等学校の一般的な略称は「佐高」（さこう）であるが、一部の年輩層の間では1950年（昭和25年）から1961年（昭和36年）までの同校の名称である『千葉県立佐原第一高等学校』の略称、「佐原一高」やさらに短縮した「一高」という略称が用いられることがある。
全日制普通科の通学区は第5学区（香取市、東庄町、銚子市、旭市、匝瑳市、多古町、神崎町であり、第4学区・第6学区および茨城県旧第3学区からの入学も可能であるため、茨城県からの越境通学が多い。

## 設置学科
- 全日制
  - 普通科（18学級）
  - 理数科（3学級）
- 定時制
  - 普通科（8学級）

## 沿革

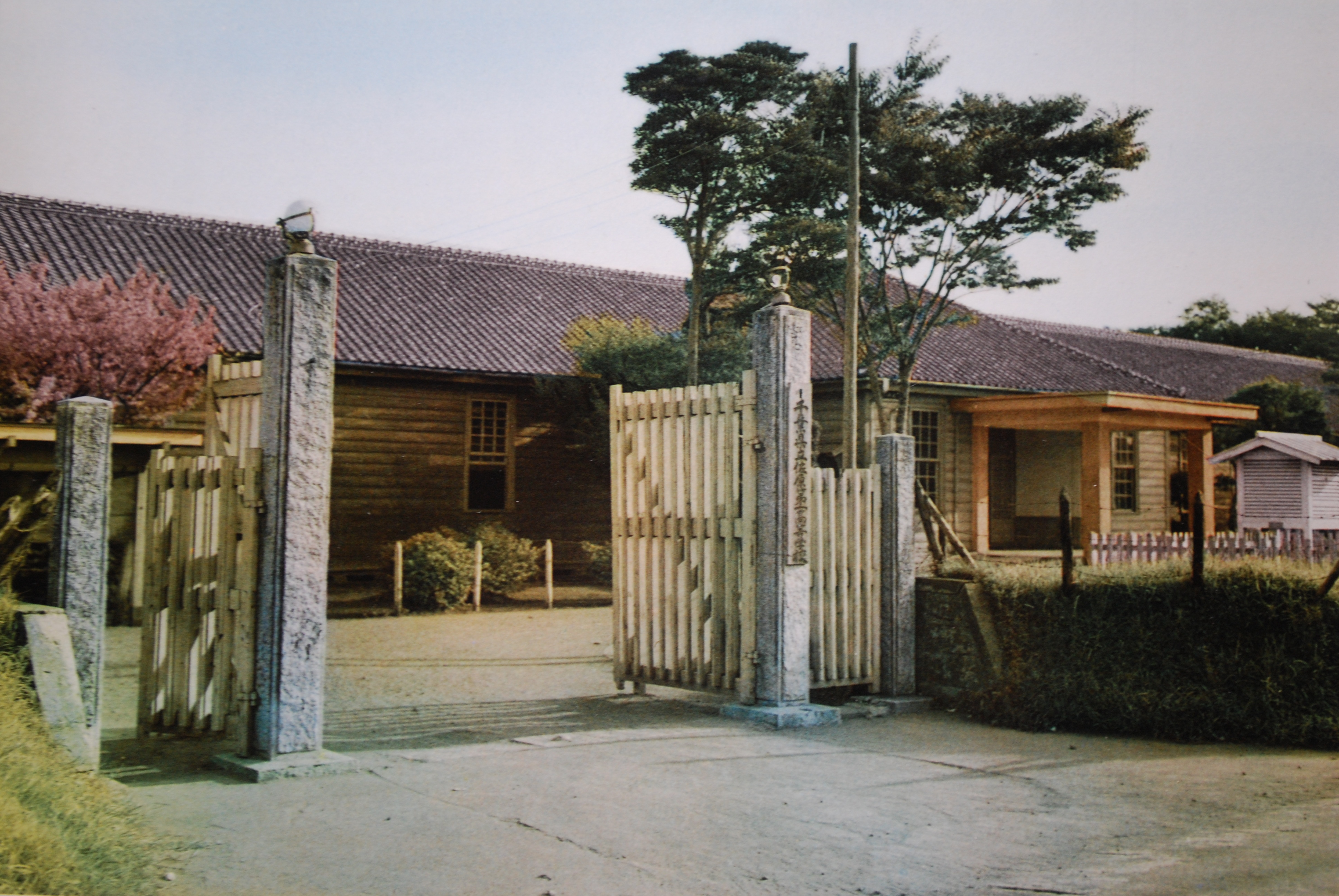
かつての正門（1958年頃）

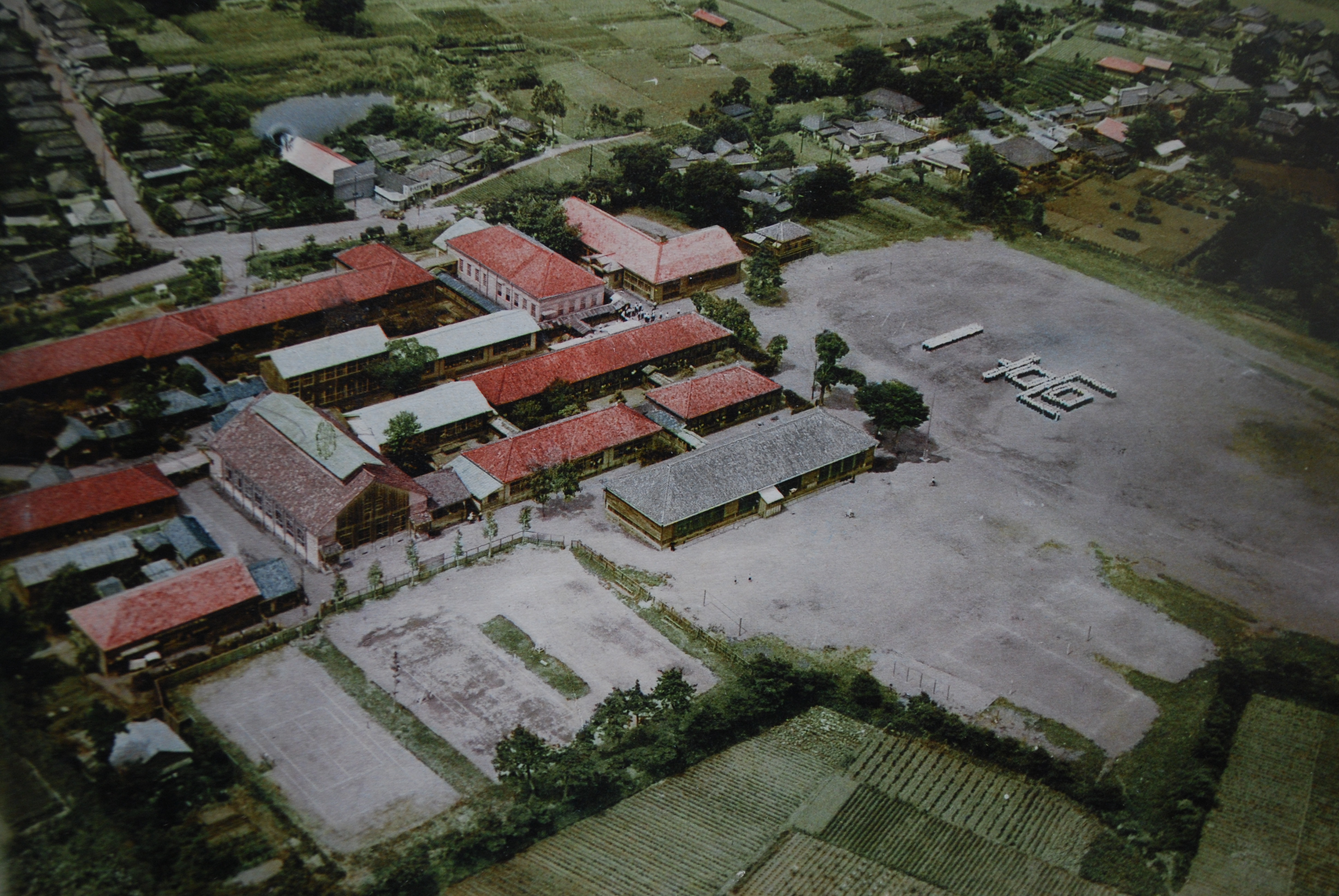
1958年頃の学校敷地全景

1900年（明治33年）、千葉縣佐原中學校として開校。銚子中學、大多喜中學、千葉中學木更津分校、佐倉中學成東分校と同時の開校で、千葉県の公立中学としては千葉中學、佐倉中學に次ぐ3校目であった。当時の佐原は千葉県内でも有数の都市だった上に、商家が多く、初等教育の必要性が高かったことが早期の中学設置の理由として挙げられる。開校に当たっての経費は町債で6000円をまかなったが、他に町民からの寄付もあった。始めは佐原町（当時）の法界寺を仮校舎としたが、同年9月に現校地に移った。
戦後は1948年（昭和23年）から千葉県立佐原高等学校として新たなスタートを切った。そして同年に定時制が開校し、7月から授業を行った。定時制は当初昼間制で、全日制と同じ時間に週3日6時間制授業を行っていたが、1950年（昭和25年）から現在のような夜間制となった。
1950年（昭和25年）に小御門農業高等学校と統合し、佐原第一高等学校と校名を改めたが、1961年（昭和36年）に再び佐原高等学校に戻り、今に至っている（小御門校舎は1956年に下総農業高等学校として独立。現在の千葉県立下総高等学校である）。
- 1898年（明治31年）12月 – 千葉県議会通常会にて、佐原尋常中學校費が計上された明治32年度予算成立[7][8]
- 1899年（明治32年）11月 - 佐原中學校校地地均シ工事、佐原中學校校舎及附属建物新築工事入札公告[9]
- 1900年（明治33年）2月2日 - 千葉縣佐原中學校設置の告示
  - 2月9日 - 佐原中學校生徒募集公告[10]
  - 4月10日 - 法界寺を仮校舎として入学式挙行、授業開始[11]
  - 8月 - 佐原中學校教室講堂銃器室兼物置増築工事入札公告[12]
  - 8月28日 - 現校地に新校舎(第一期)完成、9月1日から授業開始[11]　このころ赤痢がはやる[13]
  - 12月2日 - 開校式
- 1901年（明治34年） - 千葉縣立佐原中學校と校名改正[14]
- 1912年（明治45年） - 第1回伊能忠敬先生記念会開催（1947年まで続く）[15]
- 大正時代後半 - 「第二応援歌」作られる。
- 1948年（昭和23年） - 千葉県立佐原高等学校と校名改称・定時制の課程普通科を設置
- 1950年（昭和25年） - 小御門農業高等学校と統合し千葉県立佐原第一高等学校と校名を改称、定時制を昼間制から夜間制とする
- 1951年（昭和26年） - 野球部、全国高等学校野球選手権大会南関東大会決勝戦で熊谷高校に敗れる[16]
- 1956年（昭和31年） - 小御門校舎が下総農業高等学校として分離独立
- 1961年（昭和36年） - 千葉県立佐原高等学校と校名改称
- 1969年（昭和44年） - 全日制に理数科設置
- 2000年（平成12年） - 創立100周年記念式典挙行
- 2002年（平成14年） - 前・後期の2学期制導入
- 2003年（平成15年） - 進学指導重点校に指定される

## 校風
2003年（平成15年）より千葉県は「特色ある学校づくり」を推進するために、進学指導重点校として佐原高等学校を含め5つの高校を指定した。
これにより今まで以上に進学指導に力を入れ、進学指導の基本を充実させた授業や定期的に行われる各種のテスト、学期中や長期休業中の補習、さらにロングホームルームの利用や総合的な学習の時間の活用、大学模擬授業、進路セミナー、個別面談などにより多くの国公立大や難関私大への進学を実現させている。
文武両道を掲げており部活動加入者も多く、学校活動も大変盛り上がりをみせる。

## 基礎データ

### 交通
- 鉄道：JR成田線 佐原駅 徒歩20分
- バス：「佐原高校前」「高校前」下車

### 校歌・応援歌
校歌
- 佐原高等学校校歌（1956年制定　作詞：大木惇夫、作曲：長谷川良夫）

また、旧制中学時代には、以下のふたつの校歌が作られた。
- 佐原中学校校歌 （1928年制定　作詞：葛原しげる、作曲：小松耕輔）
- 佐原中学校校歌 （1941年制定　作詞：土岐善麿、作曲：乗松昭博）

1941年（昭和16年）の校歌制定は、当時の鈴木荘三校長の意向によるところが大きい。1941年（昭和16年）から1945年（昭和20年）までは本校歌を第一校歌、1928年（昭和3年）制定の校歌を第二校歌としたが、戦後はどちらも歌われなくなった。
応援歌
- 第一応援歌 
東京高等師範の歌が変化したもの[18]。
- 第二応援歌 （作詞合作：野平藤雄・長谷部徹・松村五郎、校閲：寺本善一郎）
作詞者は当時の旧制佐原中学生徒で、校閲は当時の国語教師。作曲は不詳だが、第一応援歌と同じく上級学校からとったものと推定されている[18]。

どちらも大正時代後半ごろから歌われるようになった。ただし、現在歌われるのは専ら第二応援歌であり、第一応援歌を耳にする機会はほとんど無い。
また、同窓会総会で歌われるのは校歌ではなく第二応援歌である 。これは、第二応援歌の歴史が現校歌よりも古く、旧制中学時代、あるいは新制高校でも校歌が無かった時代（1955年以前）の卒業生にも親しまれているからである。

### 校章・校旗
校章

1902年（明治35年）の佐中内規に、「五角矢根ノ中ニ中ノ字。矢根ハ金色。中ノ字銀色」とある。5つの矢根（ヤノネと読む。鏃のこと）が、剛健尚武の校風を表している。
1948年（昭和23年）、新制高校となるにあたって、中の字を高に変えると共に全体を星型に近い形状にデザインし直した。文化祭の名称である「星輝祭」の名は、この形からつけられている。
校旗

1928年、旧制中学の25期生が卒業記念として校旗の寄贈を計画していたが、学校には製作年不明の旗（紫地に金糸で校章を刺繍）が既に存在しており、これを正式に校旗として制定する事とし、代わりに校歌を寄贈する事になった。1949年3月3日に行なわれた新制高校第1回卒業式で卒業生から旧制時代の校旗の校章部分を縫い直した校旗が寄贈され制定式が行なわれた。その後1954年に卒業生から2代目の校旗が寄贈されている。現行の校旗が制定されたのは1997年の事で、3月10日に行なわれた卒業式で初披露された。

### 在校生の居住地・出身中学校
2017年5月1日時点の全日制の在校生（966名）の居住地を自治体別に分類すると以下の通りである。
- 香取市：322名
- 成田市：171名
- 神栖市：128名
- 鹿嶋市：77名
- 銚子市：47名
- 潮来市：46名
- 東庄町：43名
- 神崎町：33名
- 多古町：19名
- 富里市：16名
- 酒々井町：13名
- 稲敷市：12名
- 行方市：10名
- 栄町・河内町：各8名
- 旭市：6名
- 佐倉市：3名
- 印西市・白井市・匝瑳市・芝山町：各1名

主な出身中学校別の生徒数では、香取市立佐原中学校が105名、小見川中学校が86名、東庄町立東庄中学校から42名、香取市立山田中学校の41名、神崎町立神崎中学校から33名、香取市立佐原第五中学校から32名、香取中学校が31名、成田市立成田中学校と鹿嶋市立鹿島中学校の両校が30名、神栖市立神栖第二中学校から28名、鹿嶋市立鹿野中学校から27名となっている。
定時制の在校生（55名）については香取市が24名、稲敷市が12名、成田市が8名、神栖市と潮来市が各3名、東庄町・多古町・銚子市・富里市・鹿嶋市から各1名の生徒が在籍している。

## 年間行事

### 全日制
- 入学式
- 星輝祭（文化祭）
1949年（昭和24年）から開催[26]。1958年（昭和33年） - 1974年（昭和49年）は、「学校祭」学芸の部として開催されていた[27]。その後1975年（昭和50年）に文化祭として独立。1997年（平成9年）に「星輝祭」という名が作られ、1999年（平成11年）から正式に文化祭の名称となった[19]。
秋（9月ごろ）開催の時代が長く続いた[28]が、現在は6月終わり頃、2日間にわたって開催される（2日目が一般公開）。
企画運営は、有志の星輝祭実行委員会によって行われている。
- スポーツ大会
1948年（昭和23年）から「運動会」として行われたのが始まり[26]。1958年（昭和33年） - 1974年（昭和49年）は文化祭と統合し、「学校祭」運動の部として開催されていた。
1975年（昭和50年）から現在のようにスポーツ大会として独立した[29]。
2日間にわたって行われ、クラス対抗でリレー、長縄飛びなどを行い順位を競う。
- 修学旅行（2年）
3泊4日、京都・奈良方面
1,2日目：クラス別行動、3日目：班別行動、4日目：クラス別行動
修学旅行自体は1901年（明治34年）から存在した[30]が、関西地区へ行くようになったのは1913年（大正2年）の最上級生が最初である（それ以前は日光・足尾）[31]。戦中戦後の一時期は中止となったが、1950年（昭和25年）から本格的に復活した。秋開催が定着したのは1958年（昭和33年）からである（それ以前は不定）。班別行動は1972年（昭和47年）から取り入れられている[32]。
- 佐高OB夢授業
佐原高等学校の卒業生が来校し、それぞれの専門分野の授業を行う。"魅力ある高等学校づくりチャレンジ支援事業"として2005年（平成17年）より毎年実施されている。
- 予餞会
- 卒業式
- 模試

### 定時制
- 入学式
- 全校遠足
- 星輝祭
- スポーツ大会
- 修学旅行
2006年度（平成18年度）は沖縄への旅行を行った（学校案内より）。
- 卒業式

## 部活動
- 運動部

| - サッカー部 - 野球部 - 陸上競技部 - ハンドボール部 - ソフトテニス部 - 水泳部 | - バスケットボール部 - バレーボール部 - 体操競技部 - バドミントン部 - 卓球部 - 柔道部 | - 剣道部 - 弓道部 - 山岳部 - ダンス部(2024年度より部へ昇格) - カヌー同好会 - 空手道同好会 |

- 文化部

| - 吹奏楽部 - 音楽部 - 書道部 - 軽音楽部 - 郷土芸能部 | - 演劇部 - 文学部 - 茶道部 - 写真部 - パソコン部 | - 天文気象部 - 生物部 - 化学部 - 漫画イラスト同好会 - 将棋同好会 |
|                                                      |                                                  |                                                                  |

なお、定時制の文化活動としては2009年千葉県高等学校定時制通信制総合文化大会の会場校になり、部員や個人の多くの作品が出品されたことがあげられる。一般にコンクールでは入選作品以外に批評はもらえないが、選に漏れた作品にも批評をあげたいという1992年東金高校大会の方針に感銘を受け、本校では全作品の写真を撮り短評を付して大会記録集が作成された。なお、本校の大会記録集は国立国会図書館に納本された。

## 生徒会
開校の年に発足した「校友会」が起源とされている。新制高校となった1948年（昭和23年）からは「生徒自治会」として再発足し、翌年「生徒会」と名が改められた。
現在の本部役員は会長、副会長、書記、会計から成り、1期1年である（1995年までは1期半年）。他に、各委員会が存在する。年に1回生徒大会を開き、決算報告と予算の承認を行う。
また、次の冊子を毎年発行している。
- 『仁風』 :1968年（昭和43年）創刊。クラス紹介、部活動・委員会紹介など。命名は旧制佐原中学卒業生の橋本登美三郎によるもので、「仁徳と教化、めぐみの風」という意[36]。以前は同様の冊子として、「生徒会要覧(1950～1954年）」、「道標(1964～1967年)」が存在した[37]。
- 『雄仁』 :1999年（平成11年）創刊。部活動の大会結果などの報告。命名は当時の生徒・教職員から公募し、投票で決定した。「雄姿を仁風に乗せて、みんなに贈る」という意[38]。2010年発行を最後に仁風に統合。

## 施設
- 普通教室棟
鉄筋コンクリート3階建て　総面積3383平方メートル
現在の建物は1963年（昭和38年）に改築された（それ以前は創立時に建てられた校舎を使用していた）[39]。
1983年（昭和58年）に一部増築している。
- 特別教室棟
鉄筋コンクリート4階建て　総面積4759平方メートル
1969年（昭和44年）築。1996年（平成8年）に改修工事を行った。特別教室、全日制職員室、図書館などから成る。
普通教室棟とは2階の連絡通路でつながっている。

その他、体育館（1967年改築）、給食棟（1969年築、主に定時制生徒の給食場所）、武道館（1971年改築、柔道場・剣道場）、プール（1972年築）、合宿所（1987年築）、刀水館（2001年築、セミナーハウス）などがある。
上記の通り、現在の建物は大半が1963年（昭和38年） - 1972年（昭和47年）の10年間に建てられた。改築前は旧制中学時代に建てられた施設を使用していたが、元々大きな施設ではなかったため、生徒数の増加により手狭になり、老朽化も進んでいた。そのためこの時期に全面的に新改築が行われたのである。

## 著名な出身者
- 橋本登美三郎 - 政治家、よど号事件時運輸大臣
- 10代目山村新治郎[43] - 政治家
- 11代目山村新治郎[43] - 政治家、よど号事件時運輸政務次官
- 奥主喜美 - 環境省参与、元環境省総合環境政策局長、元環境調査研修所長
- 岩瀬良三 - 政治家
- 林幹雄[44] - 政治家
- 谷田川元 - 政治家
- 筑波嶺清平 - 元大相撲力士
- 色川大吉 - 歴史家
- 石毛博行 - 元日本貿易振興機構理事長、2025年日本国際博覧会協会事務総長
- 根本實 - 工学者、九州大学名誉教授、元久留米工業大学学長、元日本金属学会副会長、元日本鉄鋼協会副会長
- 恒川惠市 - 政治学者、JICA研究所所長
- 仙石学 - 政治学者、北海道大学スラブ・ユーラシア研究センターセンター長
- 桜井孝雄 - 元プロボクサー、1964年東京五輪ボクシングバンタム級金メダリスト
- 城之内邦雄 - 元プロ野球投手（巨人、ロッテ）、1960年代巨人のエース、ロッテコーチ、巨人・ロッテスカウト
- 北川芳男 - 元プロ野球投手（巨人）、巨人コーチ
- 斉藤一之 - 元銚子商業高等学校野球部監督
- 八木治郎 - 司会者、元NHKアナウンサー、私の秘密・八木治郎ショー等の司会を担当
- マギー隆司 - 奇術師
- 吉田充里 - サキソフォン奏者
- 石毛佐和 - 声優
- 羽山誓 - 詩人、作詩家、タレント、ジュノンボーイ
- 佐伯由香里 - 元陸上競技選手、アルゼ所属、北海道マラソン2008優勝
- TOMOVSKY - ミュージシャン
- 柳田知秀 - 元北海道テレビ放送アナウンサー
- 金杉陽子 - フリーアナウンサー、エス・オー・プロモーション所属
- 小堀進[43] - 画家、名古屋芸術大学教授
- 小坂由里子 - ナレーター
- 伊藤友則[45] - 政治家、香取市長
- 田口伸一[46] - 政治家、鹿嶋市長
- 蓑輪史織 - NHK水戸放送局キャスター、元茨城放送アナウンサー
- 忍者増田 - フリーライター。元ログイン編集部→ファミ通編集部所属。